# Willy Gies
Wilhelm „Willy“ Gies (* 1. Februar 1890; † 15. September 1931) war ein deutscher Fußballspieler und -funktionär. Er war einer der Gründer des Vereins Westfalia Schalke, dem Vorläufer des FC Schalke 04.

## Leben
Gies war einer der Jugendlichen, die im Frühjahr 1904 im kurz zuvor eingemeindeten Gelsenkirchener Stadtteil Schalke einen Fußballverein gründeten, der zunächst Westfalia Schalke hieß und 1924 zum FC Schalke 04 wurde. Gies, Schlosserlehrling bei Küppersbusch, war als Spieler etwa zehn Jahre lang aktiv. Bis 1909, als er durch den volljährigen Herbert Hilgert abgelöst wurde, galt er gemeinsam mit Gerhard Klopp als Präsident des Vereins. Nachdem Gies im Ersten Weltkrieg verwundet worden war, zog er sich aus dem Vereinsleben zurück.

## Ehrungen
Im Jahr 2008 wurde Gies als Vereinsgründer in die neu gegründete „Königsblaue Hall of Fame“ des FC Schalke 04 aufgenommen.

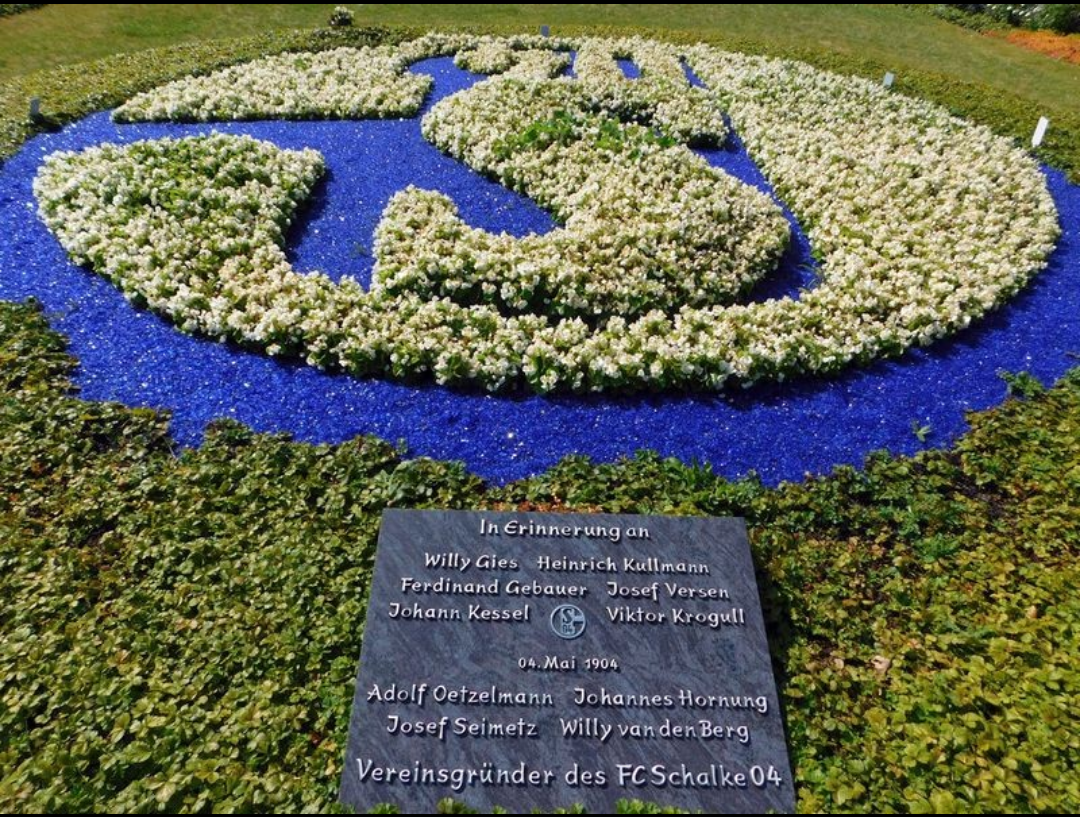
Gedenktafel auf dem Schalker Fan-Friedhof

Am 1. Juni 2015 wurde auf dem Schalker Fan-Friedhof zu seinen und zu Ehren der anderen neun Vereinsgründer eine Tafel aufgestellt.